# Universidade de Ruanda
A Universidade de Ruanda (UR; em quiniaruanda: Kaminuza y'u Rwanda; em francês: Université du Rwanda) é uma universidade pública multicampi, organizada em uma sistema federativo, com sede em Butare, Ruanda. Estabelecida em 2013 através da fusão de instituições de ensino anteriormente independentes, a Universidade de Ruanda é a maior e mais conceituada instituição de ensino de Ruanda.
A Universidade de Ruanda é composta por seis faculdades independentes e autônomas que operam em oito campi, a saber: Butare (sede e maior campus), Quigali (três campus), Busogo, Nyagatare, Ciangugu e Ruamagana. A universidade abriga vários centros, incluindo quatro considerados de excelência pelo Banco Mundial. Durante o ano acadêmico de 2021–2022, a universidade tinha 31.506 alunos, com 2.058 em programas de mestrado e 324 em programas de doutorado.

## História
A tradição histórica da Universidade de Ruanda remonta a fundação da Universidade Nacional de Ruanda (NUR) em 3 de novembro de 1963, a primeira instituição de ensino superior de Ruanda. Em 12 de maio de 1964 foi formalmente assinada a lei que instituiu a NUR, definindo sua sede em Butare.
Em 1º de outubro de 1981 a NUR e o Instituto Nacional de Educação (NIE) foram fundidos, com o sistema universitário passando a ter dois campi: um em Ruengueri e outro em Butare. Alguns anos depois, a Faculdade de Direito foi transferida para Quigali, efetivamente abrindo o terceiro campus.
Em 1994, a NUR (assim como todas as demais instituições de ensino superior ruandesas) foi fechada devido à guerra no país e ao genocídio, depois que estudantes e funcionários foram mortos e grandes partes das instalações educacionais foram roubadas ou destruídas. Em março de 1995, a universidade pôde reabrir em Butare com oito faculdades e duas escolas.
O trabalho inicial para estabelecer a nova "Universidade de Ruanda" foi realizado pelo Professor Paul Davenport, membro do Conselho Consultivo Presidencial de Paul Kagame desde 2006. A Universidade de Ruanda foi fundada em 23 de setembro de 2013 por uma lei que revogou as leis que estabeleciam a Universidade Nacional de Ruanda e outras instituições públicas de ensino superior do país, criando a UR em seu lugar.
A Lei n.º 71/2013, de 23 de setembro de 2013, transferiu para a UR os contratos, as atividades, os ativos, os passivos e as denominações de sete instituições:
- Universidade Nacional de Ruanda (NUR);
- Instituto de Ciência e Tecnologia de Quigali (KIST);
- Instituto de Educação de Quigali (KIE);
- Instituto Superior de Agricultura e Pecuária (ISAE Busogo);
- Escola de Finanças e Bancos (SFB, Mburabuturo);
- Instituto Superior Politécnico de Umutara;
- Instituto de Saúde de Quigali (KHI).

Kagame alegou que a extinção da NUR e a criação da Universidade de Ruanda seria para melhorar a qualidade da educação e ter um melhor quadro de professores qualificados. No entanto, a maioria dos professores e pesquisadores da nova universidade já eram académicos bem estabelecidos e com desempenho satisfatório nas suas instituições anteriores. Os novos professores ingressantes na universidade tinham a caraterística ou de serem conhecidos ou de serem amigos próximos do Presidente Kagame.
Cabe destacar que um dos efeitos a médio prazo da fundação da nova "Universidade de Ruanda" foi o crescimento da proporção de docentes com doutoramento, de 16% em 2013 para 35% em 2022.